# Торнвуд (Њујорк)
Торнвуд (енгл. Thornwood) насељено је место без административног статуса у америчкој савезној држави Њујорк.

## Демографија
По попису из 2010. године број становника је 3.759, што је 2.221 (-37,1%) становника мање него 2000. године.
| Група             | 2000.         | 2010.         |
| Белци             | 5.211 (87,1%) | 3.171 (84,4%) |
| Афроамериканци    | 141 (2,4%)    | 45 (1,2%)     |
| Азијати           | 239 (4,0%)    | 128 (3,4%)    |
| Хиспаноамериканци | 347 (5,8%)    | 382 (10,2%)   |
| Укупно            | 5.980         | 3.759         |